# Aconitum tsaii
Aconitum tsaii är en ranunkelväxtart som beskrevs av Wen Tsai Wang. Aconitum tsaii ingår i släktet stormhattar, och familjen ranunkelväxter. Utöver nominatformen finns också underarten A. t. puberulum.